# Reformiert Apostolische Gemeindebund
De Reformiert-Apostolische Gemeindebund is ontstaan  uit de Nieuw-apostolische kerk door excommunicatie van haar apostel door stamapostel Hermann Niehaus in 1921. In 1994 is zij verenigd met de Apostolische Gemeinschaft en sindsdien onderdeel van de  "Apostolische Gemeinschaft e.V.".

## Ontstaan
De Duitse districtsapostel Karl August Brückner, die kort na Niehaus' aantreden als stamapostel, door deze was benoemd, kreeg omstreeks 1920 steeds meer problemen met Niehaus' opvattingen over het stamapostelschap. De sinds 1906 werkzame stamapostel Hermann Niehaus beschouwde zichzelf steeds meer als de 'ware wijnstok' waaruit de overige apostelen hun levenskracht ontvingen. Hij achtte zich dus ook bevoegd om medeapostelen af te zetten. Dit overkwam na anderen ook in 1921 Brückner en enkele weken later ook Max Ecke, waarna zij op Hemelvaartsdag van hetzelfde jaar de Reformiert-Apostolische Gemeindebund stichtten.

## Vereniging
In 1994 verenigde de Reformiert-Apostolische Gemeindebund zich met de Apostolische Gemeinschaft - een afsplitsing van NAK die op 24 januari 1955 in Düsseldorf werd gesticht en destijds in Duitsland ongeveer 7000 leden telde, verspreid over 97 gemeentes - omdat er door de Duitse hereniging geen reden meer bestond tot instandhouding van twee aparte gemeenschappen in Duitsland. De gezamenlijke naam werd sindsdien "Apostolische Gemeinschaft e.V.".
Men is aangesloten bij de Vereniging van Apostolische Gemeenten (VAG), een internationaal samenwerkingsverband van diverse apostolische groeperingen die zijn uitgeworpen uit de Nieuw-Apostolische Kerk, met ongeveer 20.000 leden.